# Suksijärvi (sjö i Finland)
Suksijärvi är en sjö i Finland. Den ligger i kommunen Kittilä i landskapet Lappland, i den norra delen av landet, 900 km norr om huvudstaden Helsingfors. Suksijärvi ligger 242,7 meter över havet. Arean är 55,9 hektar och strandlinjen är 4,24 kilometer lång. Sjön  ingår i Kemi älvs huvudavrinningsområde.   Den ligger vid sjön Särkijärvi.